# Pere I de Portugal
Pere I de Portugal, dit el Cruel o el Justicier (Coïmbra, 8 d'abril de 1320 - Estremoz, 18 de gener de 1367), fou rei de Portugal (1357-1367).

## Família
Fou fill d'Alfons IV de Portugal i la seva esposa Beatriu de Molina. Es va casar el 1325 a Alfayate amb Blanca de Castella, filla de l'infant Pere de Castella;
Pere I repudià Blanca i el matrimoni, del qual no hi hagué fills, fou anul·lat el 1333.
El 1339 es va tornar a casar a Lisboa amb Constança Manuel, filla de l'infant Joan Manuel de Castella, besneta de Ferran III de Castella i vídua d'Alfons XI de Castella. D'aquesta unió nasqueren:
- l'infant Lluís de Portugal (1340)
- la infanta Maria de Portugal (1343-1367), casada amb el príncep Ferran d'Aragó, fill d'Alfons el Benigne
- l'infant Ferran I de Portugal (1345-1383), rei de Portugal

L'any 1346 es casà secretament, i el 1354 a Bragança de forma oficial, amb Agnès de Castro, amb la qual va tenir tres fills:
- la infanta Beatriu de Portugal (1347-1381), casada el 1373 amb Sanç d'Alburquerque, fill il·legítim d'Alfons XI de Castella
- l'infant Joan de Portugal (1349-1387), duc de Valencia de Campos
- l'infant Dionís de Portugal (1354-1397)

De les seves relacions amb Teresa Gille Lourenço, va néixer l'infant Joan I de Portugal (1357-1433), rei de Portugal

## Regnat
Pere I va succeir al seu pare el 1357. Es va ocupar immediatament de venjar la mort de la seva estimada Agnès de Castro, la mort de la qual havia estat propiciada pel pare del mateix Pere. Segons expliquen les cròniques del seu temps, Pere I va fer exhumar el cadàver i el va coronar al seu costat.
A més de perseguir de manera brutal els assassins de la seva esposa, també va perseguir gent de totes classes socials i va realitzar reformes institucionals per alliberar la corona portuguesa de la intervenció del papat i de la mateixa Església de Portugal.
Les seves relacions amb el Regne de Castella no foren gaire cordials, per això es va unir al costat de la corona d'Aragó en un intent d'invasió d'aquest regne.
A la seva mort, el 1367, va ser succeït pel seu fill Ferran I de Portugal.